# Northern California Open 1986
Il Northern California Open 1986 è stato un torneo di tennis giocato sul cemento. È stata la 1ª edizione del torneo, che fa parte del Virginia Slims World Championship Series 1986. Si è giocato a Berkeley negli USA dal 21 al 27 luglio 1986.

## Campionesse

### Singolare
Melissa Gurney ha battuto in finale  Barbara Gerken con il punteggio di 6–1, 6–3

### Doppio
Beth Herr /  Alycia Moulton hanno battuto in finale  Amy Holton /  Elna Reinach con il punteggio di 6–1, 6–2